# 湖北省人民政府部门管理机构
湖北省人民政府部门管理机构在中华人民共和国湖北省人民政府统一领导下，负责领导和管理某一方面的行政事务，行使特定的国家行政权力，其行政首长均为湖北省人民政府组成人员。目前，湖北省人民政府设置6个部门管理机构。

## 现行湖北省人民政府部门管理机构序列
1. 湖北省人民政府研究室
2. 湖北省人民政府扶贫开发办公室
3. 湖北省监狱管理局
4. 湖北省知识产权
5. 湖北省公务员局
6. 湖北省食品药品监督管理局 [1]